# Subclonatge

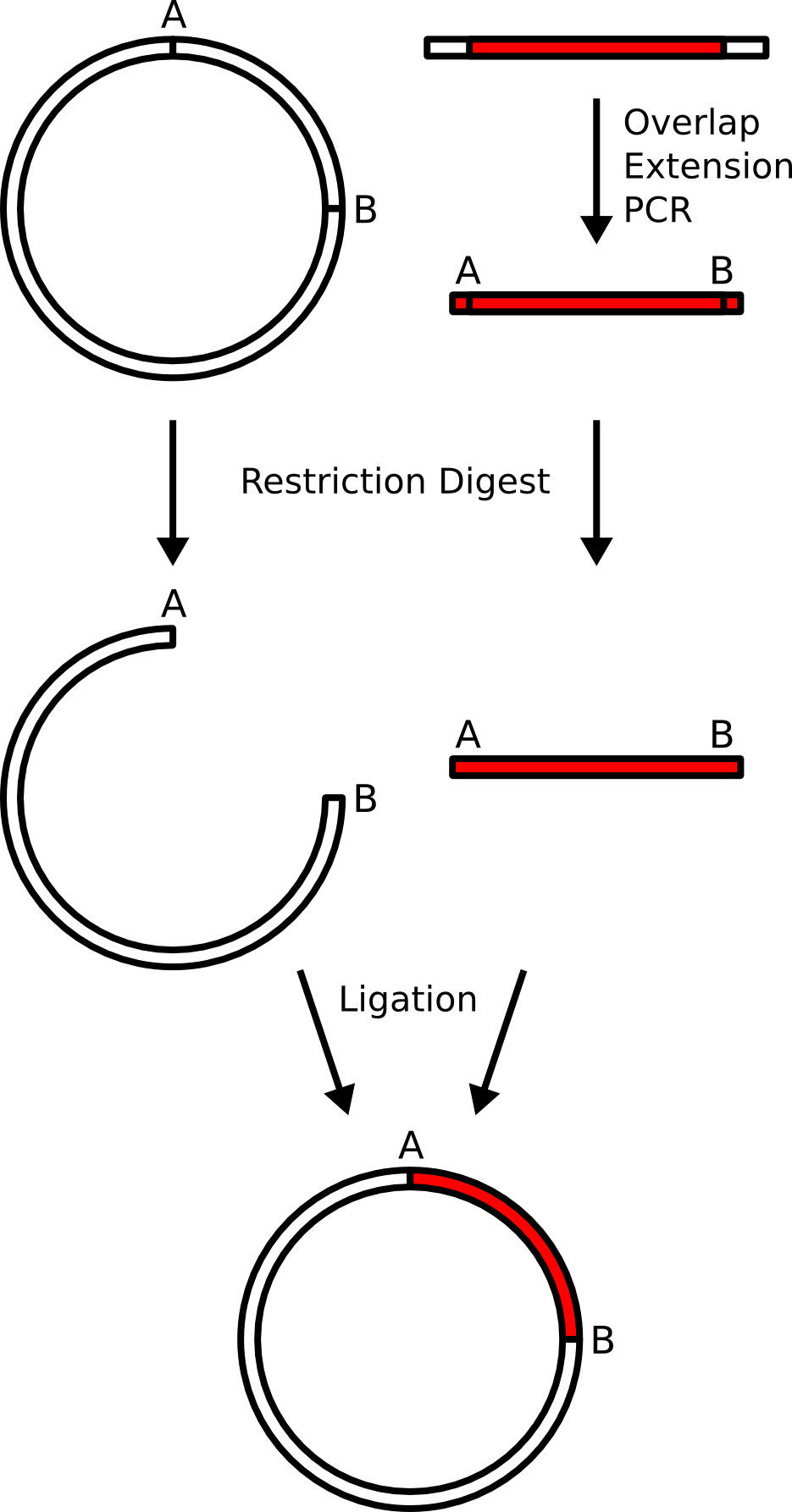
Representació del procediment de subclonatge tal com es mostra a l'esquerra

En biologia molecular, la subclonació és una tècnica que s'utilitza per moure una seqüència particular d'ADN d'un vector (biologia molecular) origen a un vector de destinació.
És important destacar que encara que siguin similars, no s'ha de confondre la subclonació amb el clonatge molecular.

## Procediment
L'enzim de restricció s'utilitza per extreure el gen d'interès (insert) del primer vector. L'insert és purificat per tal d'aïllar-lo d'altres molècules d'ADN. Un mètode de purificació habitual és l'aïllament en gel. El nombre de còpies del gen s'amplifica usant la reacció en cadena de la polimerasa (PCR).
Simultàniament s'utilitzen el mateix enzim de restricció per tallar el vector de destinació. Aquesta última idea d'utilitzar els mateixos enzims de restricció serveix per generar extrems cohesius complementaris que facilitin la posterior ADN-ligasa. També s'afegeix una fosfatasa, comunament anomenada fosfatasa intestinal alcalina, per evitar l'auto-lligació del vector de destí. Posteriorment purifiquem el vector prèviament tallat.
L'insert i el vector de destí es combinen amb l'ADN ligasa. Una proporció molar típica de gens d'inserció amb vectors de destinació és de 3:1; en augmentar la concentració d'insercions, es redueix encara més l'auto-lligació. Després de deixar reposar la barreja de reacció durant una determinada quantitat de temps a una temperatura específica (depenent de la mida de les cadenes que es lliguen; per a més informació consulteu l'ADN-ligasa), l'insert s'hauria d'incorporar amb èxit al plasmidi de destinació.

## Selecció
Per tal d'assegurar el creixement de només els bacteris transformats (que porten els plasmidis desitjats per ser recollits), s'utilitza un gen marcador en el vector de destinació per al cribratge genètic. Els marcadors genètics habituals són per a la resistència als antibiòtics o a la biosíntesi de nutrients. Així, per exemple, el marcador genètic podria ser útil per la resistència a l’ampicil·lina. Si els bacteris que havien de recollir el plasmidi desitjat haguessin recollit el gen desitjat, també contindrien el "gen marcador". Així doncs, els bacteris que van recollir el plasmidi serien capaços de créixer en ampicil·lina, mentre que els bacteris que no van recollir el plasmidi desitjat encara serien vulnerables a la destrucció de l’ampicil·lina. Per tant, els bacteris transformats amb èxits serien "seleccionats".

## Cas d’exemple: el subclonatge del plasmidi bacterià
En aquest exemple, es subclonarà un gen d’un conjunt genètic de mamífers en un plasmidi bacterià (vector de destinació). El plasmidi bacterià és una peça d'ADN circular que conté elements reguladors que permeten que els bacteris produeixin un producte gènic (expressió gènica) si es col·loca en el lloc correcte en el plasmidi. El lloc de producció està acompanyat per dos enzims de restricció tallant els llocs "A" i "B" amb extrems adherents incompatibles.
L'ADN dels mamífers no inclou aquests llocs de restricció, de manera que són construïts per l'extensió de la reacció en cadena de la polimerasa superposada (PCR). Els encebadors estan dissenyats per posar els llocs de restricció de manera acurada, de manera que la codificació de la proteïna estigui dins del marc i s'implanta un mínim d'aminoàcids extra a cada costat de la proteïna.
Tant el producte PCR que conté el gen dels mamífers amb els nous llocs de restricció com el plasmidi de destinació són sotmesos a digestió de restricció i els productes digestius es purifiquen mitjançant electroforesi en gel.
Els productes digerits, que ara contenen extrems adherents compatibles entre si (però que són incompatibles entre ells) estan sotmesos a la lligació, creant un nou plasmidi que conté els elements de fons del plasmidi original amb una inserció diferent.
Es dur a terme la transformació bacteriana del plasmidi i la seqüenciació d'ADN confirma la identitat de l’insert.